# Fredrik Kuoppa
John Fredrik Kuoppa (ur. 16 sierpnia 1971 w Sundsvall) – szwedzki biathlonista. W Pucharze Świata zadebiutował 7 marca 1991 roku w Oslo, gdzie zajął 53. miejsce w biegu indywidualnym. Trzy razy stawał na podium indywidualnych zawodów PŚ: 21 stycznia 1993 roku w Anterselvie i 26 stycznia 1995 roku w Ruhpolding był drugi w biegu indywidualnym, a 16 stycznia 1999 roku w Ruhpolding zajął trzecie miejsce w sprincie. W pierwszych zawodach uległ tylko swemu rodakowi, Ulfowi Johanssonowi, w drugich lepszy był Patrice Bailly-Salins, a w ostatnich wyprzedzili go Ołeksij Ajdarow i Sylfest Glimsdal. Najlepsze wyniki osiągnął w sezonach 1992/1993 i 1997/1998, kiedy zajmował 30. miejsce w klasyfikacji generalnej. W 1993 roku wystąpił na mistrzostwach świata w Borowcu, gdzie zajął 49. miejsce w biegu indywidualnym i 69. miejsce w sprincie. Jeszcze kilkukrotnie startował na zawodach tego cyklu, najlepszy wynik osiągając podczas mistrzostw świata w Anterselvie w 1995 roku, gdzie był między innymi dwudziesty w sprincie i szósty w sztafecie. Brał też udział w igrzyskach olimpijskich w Nagano w 1998 roku, zajmując 39. pozycję w biegu indywidualnym, 21. w sprincie i dziesiątą w sztafecie.

## Osiągnięcia

### Igrzyska olimpijskie
| Rok  | Miejscowość | Konkurencje | Konkurencje | Konkurencje | Konkurencje | Konkurencje | Konkurencje | Konkurencje |
| Rok  | Miejscowość | IN          | SP          | PU          | MS          | RL          | MR          | SR          |
| ---- | ----------- | ----------- | ----------- | ----------- | ----------- | ----------- | ----------- | ----------- |
| 1998 | Nagano      | 39.         | 21.         | nd.         | nd.         | 10.         | nd.         | –           |

### Mistrzostwa świata
| Rok  | Miejscowość | Konkurencje | Konkurencje | Konkurencje | Konkurencje | Konkurencje | Konkurencje | Konkurencje |
| Rok  | Miejscowość | IN          | SP          | PU          | MS          | RL          | MR          | SR          |
| ---- | ----------- | ----------- | ----------- | ----------- | ----------- | ----------- | ----------- | ----------- |
| 1993 | Borowec     | 49.         | 69.         | nd.         | nd.         | –           | nd.         | –           |
| 1995 | Anterselva  | 37.         | 20.         | nd.         | nd.         | 6.          | nd.         | –           |
| 1996 | Ruhpolding  | 69.         | 57.         | nd.         | nd.         | 9.          | nd.         | –           |
| 1997 | Osrblie     | –           | –           | nd.         | nd.         | 11.         | nd.         | –           |
| 1998 | Hochfilzen  | –           | –           | nd.         | nd.         | –           | nd.         | –           |
| 1999 | Kontiolahti | 27.         | DNS         | nd.         | nd.         | 10.         | nd.         | –           |

### Puchar Świata

#### Miejsca w klasyfikacji generalnej
| Sezon     | Miejsce |
| --------- | ------- |
| 1990/1991 | -       |
| 1991/1992 | -       |
| 1992/1993 | 30.     |
| 1993/1994 | 69.     |
| 1994/1995 | 33.     |
| 1995/1996 | 73.     |
| 1997/1998 | 30.     |
| 1998/1999 | 47.     |

#### Miejsca na podium chronologicznie
| Lp. | Dzień       | Rok  | Miejscowość | Konkurencja                | Lokata | Pudła   | Czas biegu | Strata  | Zwycięzca             |
| --- | ----------- | ---- | ----------- | -------------------------- | ------ | ------- | ---------- | ------- | --------------------- |
| 1.  | 21 stycznia | 1993 | Anterselva  | Bieg indywidualny na 20 km | 2.     | 0+0+0+0 | 54:25,8    | +1:33,2 | Ulf Johansson         |
| 2.  | 26 stycznia | 1995 | Ruhpolding  | Bieg indywidualny na 20 km | 2.     | 0+0+1+0 | 48:56,5    | +1:08,0 | Patrice Bailly-Salins |
| 3.  | 16 stycznia | 1999 | Ruhpolding  | Sprint na 10 km            | 3.     | 0+0     | 24:42,6    | +17,1   | Ołeksij Ajdarow       |